# 입맞춤 수 문제
기하학에서 입맞춤 수(Kissing number)는 단위구에 서로 겹치지 않는 단위구를 최대 몇 개까지 접하게 할 수 있느냐로 정의된다. 입맞춤 수 문제는 n차원 유클리드 공간에서 가능한 최대의 입맞춤 수를 찾는 문제이다.

## 알려진 값
1차원에서는 자명히 2이다.
2차원에서도 쉽게 6임을 보일 수 있다.

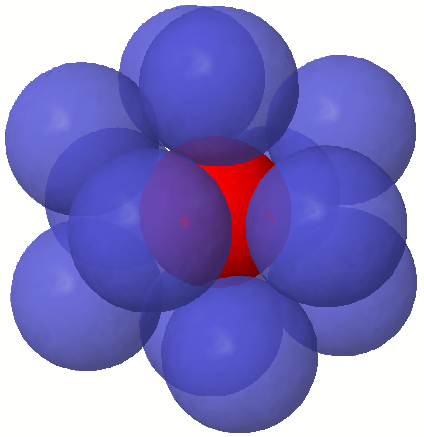
가장 많이 떨어트리게 12개의 구를 배치한 해

3차원에서는 12가 된다고 보이나, 증명은 까다롭다. 아이작 뉴턴은 12, 데이비드 그레고리(David Gregory)는 13이라고 생각했다. 완전한 증명이 1953년에 나왔다.
4차원에서는 24 또는 25라고 생각되었다. 24개가 접하게 하는 것은 쉽다. 2003년 24개가 최대임이 증명되었다.
4차원 이상에서는 8차원과 24차원에서 알려져 있고, 각각 E8 격자와 리치 격자라고 불린다.

## 같이 보기
- 구 채우기
- 케플러의 추측